# オーバート・ノーチェ
オーバート・ノーチェ（Obert Nortjé、1997年4月17日 - ）は、ワンダラーズRCに所属するラグビーユニオン選手。

## プロフィール
- ナミビア・ウィントフック出身[1]。
- ポジションはフッカー(HO)。
- 身長 179cm、体重 98kg
- ナミビア代表キャップは21（2025年3月現在）でラグビーワールドカップ2019・ラグビーワールドカップ2023のナミビア代表に選ばれた[2][3]。

## 略歴
ウェルウィッチアス、ペニャロールを経て、2021年、シアトル・シーウルブズに加入。
2023年、ワンダラーズRCに加入。